# Mi Vida en Sayulita
Mi Vida en Sayulita é uma série de televisão venezuelana exibida pela Venevisión.

## Elenco
- Jorman Diaz
- Courtney Kitt
- Ines Gabriela
- Esteban Said
- Aranza Carreiro